# Політична система Португалії

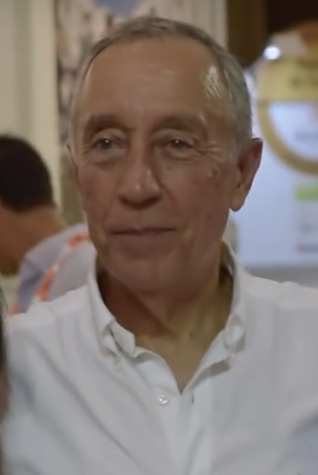
ді Соза, президент Португалії на посаді

Португалія — президентська республіка (з 1910 року). Президент Португальської Республіки обирається загальним голосуванням на 5 років. У січні 2006 року президентом Республіки було обрано Анібала Каваку Сілву (порт. Anibal Cavaco Silva).
Уряд очолює прем'єр-міністр, який, як правило, є лідером перемігшим на парламентських виборах. Прем'єр-міністр формує склад свого кабінету. З 26 листопада 2015 головою уряду є Антоніу Кошта.
Парламент (Асамблея Республіки) обирається за партійними списками на 4 роки і є однопалатним. До складу парламенту входять 230 депутатів. Попередні парламентські вибори відбулися 30 січня 2022 року, на яких перемогла соціалістична партія, здобувши 41 % голосів.
У Португалії діє багатопартійна система. Однак основна політична боротьба відбувається між двома партіями: соціал-демократичною (право-центристська, 105 мандатів на парламентських виборах 2011 року) та соціалістичною (ліво-центристська, 73 мандат на парламентських виборах 2011 року). У парламенті також представлені:
- Народна партія Португалії (порт. Partido Popular)
- Комуністична партія Португалії (порт. Partido Comunista Português)
- Партія Зелених (порт. Os Verdes)
- Лівий блок (порт. Bloco de Esquerda)

Конституція Португалії прийнята 25 квітня 1976 року, зміни вносилися в 1982, 1989, 1992, 1997, 2001, 2004 і 2005 роках.